# Curita
La curita és un mineral de la classe dels òxids amb una alta radioactivitat. L'equip francès d'investigació de minerals radioactius va proposar aquest nom en honor de Pierre Curie (1859-1906) i Marie Sklodowska Curie, (1867 - 1934), els descobridors del radi. Encara que inicialment Marie fou ignorada per la comunitat científica.

## Característiques
La curita és un òxid de fórmula química Pb3+x[(UO₂)₄O4+x(OH)3-x]₂(H₂O)₂. La seva composició aproximada és: Urani 63,34%, hidrogen 0,30%, plom 24,12% i un 12,24% d'oxigen. Cristal·litza en el sistema ortoròmbic en forma de llargs cristalls prismàtics, aciculars i estriats paral·lelament a [001], amb les formes {100}, {110}, {111}; i també com a agregats porosos d'agulles fines, de gra fi, com a crostes opalines, i de forma massiva. La seva duresa a l'escala de Mohs és de 4 a 5.
Segons la classificació de Nickel-Strunz la curita a pertany a «04.GB - Uranils hidròxids, amb cations addicionals (K, Ca, Ba, Pb, etc.); principalment amb poliedres pentagonals UO₂(O,OH)₅» juntament amb els següents minerals: agrinierita, compreignacita, rameauita, becquerelita, bil·lietita, protasita, richetita, bauranoïta, calciouranoïta, metacalciouranoïta, fourmarierita, wölsendorfita, masuyita, metavandendriesscheïta, vandendriesscheïta, vandenbrandeïta, sayrita, iriginita, uranosferita i holfertita.

## Jaciments i formació
La curita és un mineral secundari que es forma per l'alteració de l'uraninita. Va ser descoberta a mina Shinkolobwe (Kasolo), a Shinkolobwe (Katanga, República Democràtica del Congo). També ha estat trobada a Alemanya, Austràlia, el Canadà, Egipte, els Estats Units, Finlàndia, França, Hongria, Itàlia, Madagascar, Noruega, la República Txeca, la República Democràtica del Congo, Rússia i Sud-àfrica.